# Фабіо Міретті
Фабіо Міретті (італ. Fabio Miretti, нар. 3 серпня 2003, Пінероло) — італійський футболіст, півзахисник «Ювентуса» та молодіжної збірної Італії. На умовах оренди грає за «Дженоа».

## Клубна кар'єра

### Рання кар'єра
Міретті почав займатися футболом у молодіжній команді «Ауксіліум Салуццо» у віці чотирьох років. Через рік його талант був помічений скаутом Ерманно Демарією, і він був придбаний молодіжною командою «Кунео», з якою він грав матчі з дітьми на рік старшими, підписавши свій перший контракт у 2010 році. Наступного року він приєднався до академії «Ювентуса» після того, як про нього повідомив спортивний оглядач Санто Борза. До 11 років Міретті забив 177 голів за команду, після чого забив 16 голів у 17 матчах за команду до 17 років у сезоні 2019/20, який згодом був перерваний через пандемію COVID-19 в Італії.

### «Ювентус»

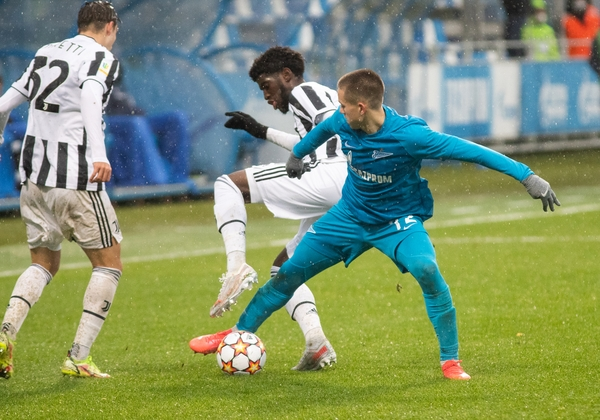
Міретті (ліворуч) у грі за «Ювентус U-19» у 2021 році.

У жовтні 2020 року Міретті був включений The Guardian до списку 60 найкращих талантів світу, народжених у 2003 році. 13 лютого 2021 року Міретті дебютував на професіональному рівні в Серії C за команду «Ювентус U23» — резервну команду «Ювентуса» — у виїзній грі проти «АльбіноЛеффе» (3:0). Здебільшого до кінця сезону 2020/21 він виступав за команду до 19 років, тим не менш чотири рази виходив на заміну в команді до 23 років.
Сезон 2021/22 Міретті розпочав із участі в передсезонних товариських матчах основної команди «Ювентуса». У серпні він отримав футболку з номером 21 і був заявлений за «Ювентус U23». У цій же команді 22 серпня забив свій перший гол на дорослому рівні, реалізувавши пенальті на 108-й хвилині в Кубку Італії Серії С проти «Про Сесто» (3:2), завдяки чому його команда вийшла в наступний раунд. Через шість днів після цього Міретті забив свій перший гол у Серії С, відзначившись ударом з меж штрафного майданчика у виїзному матчі проти «Перголеттезе» (2:1). 10 вересня Міретті отримав перший виклик до першої команди від тренера Массіміліано Аллегрі разом зі своїми товаришами по команді U23 Коні Де Вінтером і Матіасом Суле на матч Серії А проти «Наполі» наступного дня.. Міретті вперше був капітаном команди U23 у переможному матчі Кубка Італії Серії С проти «Феральпісало» (3:2) 15 вересня.
8 грудня 2021 року дебютував в основному складі «Ювентуса», вийшовши на заміну в матчі групового етапу Ліги чемпіонів УЄФА проти «Мальме» (1:0), вийшовши на заміну на 89-й хвилині замість Родріго Бетанкура. У післяматчевому інтерв'ю Міретті сказав: «[Це] були неймовірні емоції. Мрія кожного хлопця, який приходить до молодіжного сектору Юве, — дебютувати перед власними вболівальниками та на власному стадіоні. [Це] була емоція, якої я ніколи раніше не відчував». Через п'ять днів він забив вирішальний гол на 86-й хвилині у матчі «Ювентуса U23» проти «Тренто» (2:1), чим допоміг команді здобути перемогу після того, як його команда зазнала трьох поразок поспіль. 31 грудня Міретті був визнаний найкращим молодим гравцем першої половини сезону Серії C.
20 січня 2022 року Міретті продовжив контракт з «Ювентусом» до 2026 року. Міретті зіграв свій перший матч Серії А 20 березня, замінивши Хуана Куадрадо в компенсований час у домашньому матчі проти «Салернітани» (2:0). Крім того, у цьому матчі багато вболівальників «Ювентуса» критикували Аллегрі в соціальних мережах за те, що він віддав перевагу випустити крайнього захисника Даніло на позицію півзахисника замість того, щоб використовувати Міретті в стартовому складі проти новачка чемпіонату. Після ще одного пізнього виходу на заміну проти «Сассуоло», 1 травня Фабіо дебютував у стартовому складі Серії А та в першій команді туринців в домашньому матчі проти «Венеції» (2:1), ставши першим гравцем «Ювентуса», який народився після 2002 року, що вийшов у стартовому складі. Міретті був асистентом у двох голах, забитих Леонардо Бонуччі, виконавши штрафний і кутовий, з яких Бонуччі забивав свої голи. Для молодого гравця матч завершився на 78-й хвилині, коли його замінив Артур Мело, отримавши овації зі стадіону.
У сезоні 2021/22 років Міретті провів 29 матчів і забив чотири голи за команду до 23 років, а у складі першої команди він провів шість матчів (у тому числі чотири в стартовому складі) і ще у 16 матчах залишався на лаві запасних. Протягом сезону він також зіграв 5 матчів Юнацької ліги УЄФА за команду до 19 років і забив два голи, дійшовши до півфіналу, що стало їх найкращим результатом за всю історію змагань.

## Міжнародна кар'єра
Міретті представляв Італію на міжнародному рівні у юнацьких збірних до 15, до 16, до 17, до 19 i до 21 років.
У останній з них Міретті дебютував 13 серпня 2021 року в матчі проти Албанії (1:0). Через два місяці, 6 жовтня, Міретті забив свій перший гол у збірній Італії U19 у ворота Литви в рамках кваліфікації на юнацький чемпіонат Європи 2022 року. Пізніше він забив по одному голу в матчах проти Фінляндії та Бельгії, допомігши Італії кваліфікуватися у фінальну стадію турніру.
25 травня 2022 року Міретті був викликаний наставником національної збірної Італії Роберто Манчіні на тренувальний збір у Коверчано після травми П'єтро Пеллегрі, втім до офіційних матчів не залучався.
6 червня 2022 року Міретті дебютував за молодіжну збірну Італії у грі з Люксембургом (3:0) в рамках кваліфікації на молодіжний чемпіонат Європи 2023 року в Румунії та Грузії, відігравши весь матч і віддавши результативну передачу на 54-й хвилині на Джанлуку Гаетано, який зробив рахунок 3:0.
У складі збірної Італії U19 він взяв участь у юнацькому чемпіонаті Європи 2022 року в Словаччині. Міретті пропустив дебютний матч своєї команди проти Румунії через дискваліфікацію. 21 червня він провів другий матч групового етапу, віддавши результативну передачу на Джузеппе Амброзіно, завдяки чому його команда здобула перемогу над Словаччиною з рахунком 1:0. Через сім днів італійці програли у півфіналі Англії з рахунком 1:2, не зважаючи на те, що саме Моретті забив перший гол у грі з пенальті. Іспанська газета Marca внесла його в десятку найкращих гравців турніру.

## Статистика кар'єри

### Клуб
Станом на 21 червня 2022
| Клуб              | Сезон             | Чемпіонат         | Чемпіонат | Чемпіонат | Кубок Італії | Кубок Італії | Континентальні | Континентальні | Інше | Інше  | Всього | Всього |
| Клуб              | Сезон             | Ліга              | Ігор      | Голів     | Ігор         | Голів        | Ігор           | Голів          | Ігор | Голів | Ігор   | Голів  |
| ----------------- | ----------------- | ----------------- | --------- | --------- | ------------ | ------------ | -------------- | -------------- | ---- | ----- | ------ | ------ |
| Ювентус U23       | 2020–21           | Серія C           | 4         | 0         | —            | —            | —              | —              | —    | —     | 4      | 0      |
| Ювентус U23       | 2021–22           | Серія С           | 26        | 3         | —            | —            | —              | —              | 3    | 1     | 29     | 4      |
| Ювентус U23       | Всього            | Всього            | 30        | 3         | 0            | 0            | 0              | 0              | 3    | 1     | 33     | 4      |
| Ювентус           | 2021–22           | Серія А           | 6         | 0         | 0            | 0            | 1              | 0              | 0    | 0     | 7      | 0      |
| Всього за кар'єру | Всього за кар'єру | Всього за кар'єру | 36        | 3         | 0            | 0            | 1              | 0              | 3    | 1     | 40     | 4      |

1. ↑  Кубок італійської Серії C
2. ↑  Ліга чемпіонів УЄФА

### Міжнародні
| Команда           | Рік               | Ігор | Голів |
| ----------------- | ----------------- | ---- | ----- |
| Італія U15        | 2018 рік          | 2    | 0     |
| Італія U16        | 2018 рік          | 6    | 2     |
| Італія U16        | 2019 рік          | 6    | 0     |
| Італія U16        | Всього            | 12   | 2     |
| Італія U17        | 2019 рік          | 5    | 2     |
| Італія U17        | 2020 рік          | 1    | 0     |
| Італія U17        | Всього            | 6    | 2     |
| Італія U19        | 2021 рік          | 6    | 1     |
| Італія U19        | 2022 рік          | 7    | 4     |
| Італія U19        | Всього            | 13   | 5     |
| Італія U21        | 2022 рік          | 2    | 0     |
| Всього за кар'єру | Всього за кар'єру | 35   | 9     |

## Особисте життя
Міретті народився в Пінероло 3 серпня 2003 року, але родом із Салуццо. Його кумиром є колишній півзахисник «Ювентуса» Павел Недвед, а його орієнтиром — Кевін Де Брюйне з «Манчестер Сіті» за його роль у команді і характеристики. З дитинства вболівав за «Ювентус». Наразі Міретті навчається у внутрішній школі Ювентуса Liceo Scientifico con indrizzo sportivo (наукова середня школа зі спортивною спрямованістю). У нього є дівчина Індія і сестра Алесія. Також йому подобається баскетболіст Джеймс Гарден.

## Титули і досягнення
- Володар Кубка Італії (1):

«Ювентус»: 2023-24